# Јиржи Руснок
Јиржи Руснок (чеш. Jiří Rusnok; Острава, 16. октобар 1960) чешки је политичар, економиста и премијер Чешке од 10. јула 2013. до 29. јануара 2014. године. Пре тога је вршио више министарских функција у чешкој влади.

## Биографија
Рођен је 1960. године у Острави. Завршио је Економски универзитет у Прагу 1984. године, након чега је радио у Комисији за државно планирање и Савезном министарству за стратешко планирање. Пре Баршунасте револуције био је кандидат за члана Комунистичке партије Чехословачке.
Током 1990-их је радио као директор Чешко-моравске синдикалне конфедерације (1992—1998). Укључио се у политику 1998. као члан Чешке социјалдемократске партије. Тадашњи премијер Милош Земан поставио је Руснока за министра финансија у јуну 2001. године. У влади Владимира Шпидле био је министар индустрије и трговине. Међутим, напустио је функцију и повукао се из политике 2003, након неслагања са Шпидлом. Након тога је радио у приватном сектору.

### Премијер
Председник Милош Земан га је 25. јуна 2013. изабрао за новог премијера Чешке, након што је дотадашњи премијер Петр Нечас дао оставку због учешћа у афери око корупције и шпијунаже. Руснок је пре тога био Земанов саветник за економију. Његова влада је придобила већину у чешком парламенту, и он је званично преузео функцију премијера 10. јула. Услед недостатка подршке у влади, дао је оставку и 29. јануара 2014. наследио га је Бохуслав Соботка.